# Charleston (Missouri)
Charleston település az Amerikai Egyesült Államok Missouri államában, Mississippi megyében, melynek megyeszékhelye is. Lakosainak száma 5056 fő (2020. április 1.).

## Népesség
A település népességének változása:

| 2010 | 5 947 |
| 2020 | 5 056 |